# Cultureel Indië

Portret van twee jonge Balinese danseressen, 1929. Collectie Tropenmuseum Amsterdam

Cultureel Indië was een maandblad over het culturele leven in Nederlands-Indië dat tussen 1939 en 1946 werd uitgegeven door E.J. Brill. Het blad werd gemaakt onder redactie van de afdeling volkenkunde van het Indisch Instituut in Amsterdam, de voorganger van het huidige Tropenmuseum.